# Mechanitis bolivarensis
Mechanitis bolivarensis är en fjärilsart som beskrevs av Fox 1967. Mechanitis bolivarensis ingår i släktet Mechanitis och familjen praktfjärilar. Inga underarter finns listade i Catalogue of Life.